# Calle General Paz (Tucumán)
La Calle General José María Paz es una calle de San Miguel de Tucumán, Tucumán, Argentina. Se extiende desde la avenida Sáenz Peña, en la zona de El Bajo, hasta la calle José Ignacio Gorriti.

## Historia
La calle fue creada originalmente con el trazado colonial original de la ciudad en 1685 como calle de ronda del área fundacional de la ciudad, extendiéndose a su actual extensión con el ensanche de la traza urbana en 1887. Durante fines del siglo XIX y siglo XX se asentaron diversas instituciones e edificios públicos como el ex Cine Edison, el Mercado del Sur (actual sitio del Palacio de Tribunales y Plaza Yrigoyen), la sede de la Federación Obrera Tucumana de la Industria del Azúcar, el Instituto Técnico U.N.T. o el edificio del Mercado de Abasto de Tucumán.
En 2018 se anunció la implementación de un carril sólo para transporte público en diversas calles de San Miguel de Tucumán. En la calle General Paz se extendió entre avenida Alem y Sáenz Peña, con un carril hasta Alberdi, dos carriles hasta Las Heras y un carril hasta su final en Sáenz Peña. Este plan fue criticado por comerciantes y vecinos, sin acatarse el no estacionar por parte de los vehículos. En 2024 se implementó, en marco del Plan Integral de Movilidad Urbana de la capital, carriles exclusivos para colectivos sobre la arteria entre Jujuy y Entre Ríos.

## Sitios de interés
A lo largo de esta calle se desarrollan varios lugares de interés y emblemáticos:
- Complejo Belgrano
- Instituto Mariano Moreno
- Sede de Fotia
- Plaza Yrigoyen
- Iglesia María Auxiliadora
- Instituto Técnico UNT
- Hotel Hilton Garden Inn Tucumán